# Gliese 809
Gliese 809 is een tweevoudige ster met een spectraalklasse van M1.0Ve. De ster bevindt zich 22,96 lichtjaar van de zon.